# Берлін Александерплац
«Берлін Александерплац» (нім. Berlin Alexanderplatz) — найвідоміший роман німецького письменника Альфреда Дебліна, який опублікувало 1929 року видавництво С. Фішер. Роман вважається одним з головних творів німецького модерну. Роман вирізняється експресіоністською манерою письма, новаторською будовою, знаменитою монтажною технікою та в певних епізодах своєрідним німецьким варіантом «потоку свідомості». Роман «Берлін Александерплац» часто порівнюють з такими творами, як «Улісс» Джеймс Джойса та «Мангеттен Трансфер» Джона Дос Пассоса.

## Сюжет
У романі описується історія життя Франца Біберкопфа, колишнього вантажника й цементника, який відсидів 4 роки в Теґельській в'язниці Берліна за ненавмисне вбивство своєї дівчини. Біберкопф тиняється Берліном і спершу намагається "бути порядним", проте йому складно забути про скоєне й повернутися до нормального життя. Він випадково потрапляє у банду грабіжників й під час втечі на автомобілі ледь не гине від рук свого друга Райнгольда та його поплічників. Дивом врятувавшись, він залишається інвалідом. Розрадою його життя стає берлінська повія Міца. Біберкопф знову приєднується до банди, до якої належить і його друг чи то ворог Райнгольд. Райнгольд хоче остаточно знищити Біберкопфа і вбиває Міцу. Підозра падає на Біберкопфа. Коли Біберкопф дізнається про вбивство Міци, то зазнає сильного шоку. Його доправляють в психіатричну лікарню. За крок від смерті Біберкопфу вдається вижити. Він стає новою людиною і наймається на роботу нічним вахтером. 

## Український переклад
Повний український переклад роману Дебліна «Берлін Александерплац»  опублікувало видавництво Жупанського у вересні 2019 року.
- Альфред Деблін. Берлін Александерплац / пер. з нім. Роман Осадчук. — К. : Видавництво Жупанського, 2019. — 568 с. — ISBN 978-617-7585-13-7.

### Рецензії українською
- Рецензія на роман "Берлін Александерплац" на сайті видавництва Жупанського [Архівовано 19 вересня 2020 у Wayback Machine.]
- Олег Шинкаренко: «Берлін Александерплац» Альфреда Дебліна, або присвята жертвам недалекоглядності (рецензія на український переклад)  4.11.2019 [Архівовано 14 серпня 2020 у Wayback Machine.]
- Юлія Карпець. Смерть, спокута та життя в Берліні 100 років тому. «Берлін Александерплац» Альфреда Дебліна